# Букуреаса (Горж)
Букуреаса (рум. Bucureasa) насеље је у Румунији у округу Горж у општини Данешти. Oпштина се налази на надморској висини од 197 m.

## Становништво
Према подацима из 2002. године у насељу је живело 442 становника, од којих су сви румунске националности.